# Deborah Gordon
Deborah M. Gordon, née le 30 décembre 1955, est une biologiste de l’université Stanford spécialisée dans l'étude des fourmis.

## Formation
Deborah Gordon est docteur en zoologie de l'université Duke (diplômée en 1983), titulaire d'une maîtrise universitaire ès sciences en biologie de l’Université Stanford (diplômée en 1977).

## Reconnaissance
- En 1995, Deborah Gordon a reçu une récompense Phi Beta Kappa.
- En 2001, elle a obtenu une bourse Guggenheim.
- En 2003, elle a été invitée à une conférence TED[1].

## Domaine de recherches
Sa principale recherche porte sur l'intelligence collective des fourmis rouges moissonneuses et constate que :
- « la moitié de la colonie ne fait rien » et seulement 25 % des fourmis travaillent hors de la fourmilière, ce qui leur confère des aptitudes supérieures de communication via les phéromones émises par leurs antennes ;
- outre les reines, quatre catégories de fourmis ont été identifiées avec des marqueurs : les guerrières patrouilleuses, les ouvrières fourragères, les pouponnières du nid et les nettoyeuses de déchets ;
- l’allocation des tâches change en fonction de l’âge de la colonie : les fourmis d’une colonie « jeune » ont des tâches plus variées que celles d'une « vieille » ;
- environ cinq générations de fourmis sont nécessaires pour atteindre une colonie de 10 000 individus, nombre qui reste stable au bout de 5 ans, et déclenche la fondation d’autres colonies ;
- la colonie disparaît avec la mort des reproductrices au bout 15 à 20 ans.

Fort de ces observations, Gordon imagine des algorithmes similaires pour les réseaux élargis existant chez d'autres espèces, notamment sur la taille nécessaire pour procéder à un essaimage.

## Publications
- (en) Deborah M. Gordon, Ants at Work : How An Insect Society Is Organized, 2000, 182 p. (ISBN 0-393-32132-0)
- (en) Deborah M. Gordon, Ant Encounters : interaction networks and colony behavior, Princeton, Princeton University Press, 2010, 167 p. (ISBN 978-0-691-13879-4 et 0-691-13879-6)